# Хатински мемориален комплекс
Хатинският мемориален комплекс (на беларуски: Мемарыяльны комплекс „Хатынь“) се намира в бившето село Хатин в Беларус, Минска област, Логойски район.
През март 1967 г. е обявен конкурс за създаване на мемориален проект, който да замени намиращия се там скромен паметник. Конкурсът е спечелен от екип от архитекти Ю. Градов, В. Занкович, Л. Левин и скулптора народен художник на Белоруската съветска социалистическа република С. Селиханов.
Мемориалният комплекс в Хатин е замислен и създаден не само в памет на селото и хората, унищожени в него, но и на още най-малко 5 295 белоруски селища, изгорени и унищожени от нацистите. Някои от селищата са изгаряни неколкократно до 5 и повече пъти.
В Хатин, на церемония, която е отбелязана в присъствието на президентите Александър Лукашенко, Владимир Путин и Леонид Кучма през юли 2004 г., след приключила реконструкция на паметника е открита фотографска експозиция в памет на Хатин, Мали Тростенес и концентрационният лагер Озаричи. Тържествата са по случай 60-годишнината от Освобождението на Беларус от германско-фашистките завоеватели.

## Обекти
Обекти, включени в комплекса:
- Скулптурна фигура „Непобежденний“ – Йосиф Камински с умиращия си син в ръцете си;
- Мемориален знак „Венец памяти“ – на братската могила с надписи към живите и мъртвите;
- Мемориална покривна плоча – на мястото, където се е намирала плевнята, в която са изгорени жителите на селото;
- Обелиски с камбани – вечно звънящи, с паметни плочи с имената на убитите на мястото на всяка изгорена къща;
- Мемориални знаци на местата, където са се намирали селските кладенци;
- Паметен знак при входа на символичното гробище на опожарени в Беларус села;
- Гробище на села – 185 положени урни, съдържащи земя от всяко от опожарените села;
- Монументална композиция „Стена памяти концлагерей“ – с ниши с плочи с названията на големи концентрацуонни лагери в Беларус, с местата на масови погребения на военнопленници и на мирни жители, указвайки 66 такива обекта;
- Мемориална композиция „Площад памяти“ – вечен огън, заобиколен от 3 брези в памет на всеки 4-ти беларусин, загинал през тази война;
- Мемориален знак „Дерево жизни“ – в чест на всичките 443 села, изгорени от окупаторите и възстановени след войната;
- Музей на Държавния мемориален комплекс „Хатин“.

## Геноцид
На 22 март 1943 г. по време на Втората световна война селото е опожарено от 118-и полицейски батальон с началник-щаб Григорий Васюра и германска СС част с командир штурмбанфюрер Оскар Дирлевангер. Населението, от което оцелява само ковачът Йосиф Камински (във филма „Вся правда про Хатынь“ с Анатолий Михайлович Терехов оцелелите са малко повече), е изгорено заедно с постройките. Избити, живи изгорени в плевня са 149 души (включително 75 деца), изгорени са и 26 къщи. От селото остават да стърчат само комини на печки (типични за Беларус и Русия) и камбани, каквато е имала всяка къща. На тази запомняща се картина българската група „Златни струни“ и приемникът ѝ група „Сигнал“ посвещават песента си „Хатинските камбани“.

### Свидетели
Признати за свидетели на геноцида:
- Йосиф Йосифович Камински (1887 – 1973)
- София Антоновна Яскевич (Фиохина) (1934 – ?)
- Владимир Антонович Яскевич (1930 – 2008)
- Виктор Андреевич Желобкович (1934 – ?)
- Александър Петрович Желобкович (1930 – 1994)
- Антон Йосифович Барановски (1930 – 1969)

### Извършители
Оскар Дирлевангер е арестуван на 1 юни 1945 г. близо до град Алтсхаузен от властите на Френската окупационна зона, докато носи цивилни дрехи и се укрива под фалшиво име в отдалечена ловна хижа. Разпознат е от бивш еврейски затворник. Умира между 5 и 7 юни 1945 г. в затвора в Алтсхаузен, вероятно в резултат от побой.
Григорий Васюра се укрива известно време, после се легализира, дори се представя за ветеран от войната. Бива разпознат и получава в 1952 г. присъда от Киевския военен трибунал като колаборант на нацистите със срок 10 г. лишаване от свобода. Амнистиран е с указ на Президиума на Върховния съвет на СССР на 17 септември 1955 г. По случай 40-годишнината от Победата във войната започна да иска орден „Отечествена война“. При направеното проучване властите са натъкват на стари показания на Василий Мелешко, в които той го издава. През 1986 г. отново е осъден и е разстрелян през 1987 г.
Украинецът Василий Мелешко през 1941 г. командва 140-ти картечен батальон на Червената армия. Когато, след като попада в плен през есента на 1942 г., е освободен, влиза в 118-и охранителен полицейски батальон. Издига се до подофицер штурмфюрер от СС и извършва първата си наказателна операция през януари 1943 г. Когато нещата тръгват на зле бяга и след време постъпва като доброволец във Френския чуждестранен легион и се бие в Северна Африка. Репатриран от специален лагер през 1949 г. в Киев, за сътрудничество с немците бива пратен в лагер във Воркута. При обща амнистия е освободен в 1955 г. През 1974 г. е разкрито, че е командвал рота в 118-ти батальон, осъден е от съветски съд и е екзекутиран през 1975 г.